# San Pedro de Macorís (province)
San Pedro de Macorís est l'une des 32 provinces de la République dominicaine. Son chef-lieu porte le même nom que la province. Elle est limitée au nord par les provinces Hato Mayor et El Seibo, à l'est avec la province La Romana, au sud avec la mer des Caraïbes et à l'ouest avec les provinces de Santo Domingo et Monte Plata.